# Orbitální prstenec

Orbitální prstenec v kombinaci se spojovacími výtahy na zemský povrch

Orbitální prstenec je teoretický koncept rozšířeného orbitálního výtahu, který by rotoval na nízké orbitální dráze okolo tělesa. Ve sci-fi literatuře označuje umělou stavbu obepínající celou planetu a umožňující využívat tuto stavbu jako orbitální stanici s obrovským užitkovým prostorem. S tímto druhem stavby je se možné setkat například v díle Larryho Nivena Prstenec (a v dalších navazujících dílech této série), tak i v dílech Arthura C. Clarka 3001: Poslední vesmírná odysea či Rajské fontány (kde se orbitální prstenec nazývá jako Kruhové město).

## Teorie
Myšlenka na vznik orbitálního prstence se objevila v roce 1977, kdy jí rozpracoval nezávisle na sobě Arthur C. Clarke a sovětský inženýr G. Poljakov, jež své myšlenky formuloval v článku „Ožerelje Zemli“ (Kosmické korále okolo Země), který byl otištěn v časopise Těchnika moloděži v čísle 4 z roku 1977. V tomto krátkém pojednání popisuje autor podrobné pojednání poslední vize spojeného prstence, jež by obklopoval planetu. Čtenáři předložil mnoho technických nápadů a řešení, kterak si se stavbou poradit. Sám Poljakov chápal stavbu prstence jako logické pokračování po dostavě orbitálních věží, které budou spojovat orbitu s povrchem planety.

## Konstrukce
Při konstrukci planetárního prstence by se začínalo stavět od jednotlivých orbitálních věží. Prvotní spojení věží jen slabým lankem by umožnilo udržování přesného směru. Prstenec by měl obsahovat protimeteorickou obranu, aby nebyl poškozen dopadem většího asteroidu/meteoritu. Při obrovských rozměrech se bude muset také vybudovat dokonalý transportní systém.